# Clambake
Clambake (En Argentina y otros países de habla latina conocida como "En fuga de su destino")  es una película del género comedia musical estadounidense de 1967, ambientada en una fiesta playera, dirigida por Arthur H. Nadel y protagonizada por Elvis Presley, Shelley Fabares, Bill Bixby, Gary Merrill y James Gregory. 
Escrita para la gran pantalla por Arthur Browne Jr., la película trata sobre el heredero de una fortuna petrolera que intercambia papeles con un instructor de esquí acuático en un hotel de Florida para ver si las chicas lo aprecian por sí mismo, en lugar del dinero de su padre. Clambake fue la última de las cuatro películas de Presley para United Artists. La película alcanzó el puesto número 15 en las listas semanales de taquilla nacionales. 

## Argumento
Scott Hayward (Presley) se rebela contra los planes y expectativas de su padre, el millonario magnate petrolero Duster Hayward (Gregory). Conduce hasta Florida en su Chevrolet Corvette Stingray Racer rojo de 1959 para encontrarse a sí mismo. Cuando Scott para a rdescansar y comprar algo, se encuentra con Tom Wilson (Hutchins), quien se dirige a aceptar un trabajo como instructor de esquí acuático en un hotel de Miami. Un comentario casual de Tom le da a Scott la idea de intercambiar identidades para descubrir cómo reacciona la gente ante él como persona común y corriente, en lugar de como millonario. Tom se divierte alojándose en el mismo hotel y fingiendo ser rico.
Poco después, Dianne Carter (Fabares), huésped del hotel, insiste en tomar una clase de esquí acuático minutos después de que Scott se registre con su nuevo "empleador". Sin embargo, una vez en el agua, Dianne demuestra ser una esquiadora experta, realizando maniobras sofisticadas para llamar la atención del adinerado y joven playboy James J. Jamison III (Bixby). Más tarde, Dianne le confiesa a Scott que es una cazafortunas, dando por sentado que él también lo es. Scott acepta ayudar a Dianne a conseguir a Jamison, pero termina enamorándose de ella.
Scott convence al constructor de barcos Sam Burton (Merrill) para que le permita reconstruir el Rawhide de Burton, un barco de alto rendimiento que se dañó al competir a alta velocidad, y pilotarlo en la carrera anual Orange Bowl, que Jamison ha ganado los últimos tres años. Scott envía un poco de "goop", un recubrimiento experimental que una de las empresas de su padre gastó mucho dinero en perfeccionar (sin éxito). Entre su trabajo diario y la preparación del goop por la noche, Scott está agotado, pero cree haber corregido su principal defecto: la pérdida de resistencia en el agua. Sin tiempo para probarlo antes de la carrera, lo aplica al casco del barco con la esperanza de que mantenga unido al Rawhide.  Duster descubre dónde está su hijo y viene a ver qué hace. Para sorpresa de Scott, su padre está enormemente orgulloso de lo que hace.  
Mientras tanto, Jamison le propone matrimonio a Dianne. Scott entra en la suite antes de que ella pueda responderle, pero el playboy le informa que se casarán justo después de que él gane la carrera. Dianne, sin embargo, decide abandonar su plan y regresar a casa. 
Durante la carrera, Jamison toma la delantera en su barco, el Scarlet Lady, pero Scott lo adelanta en la meta. Scott se ofrece entonces a llevar a Dianne. Durante el viaje, le da un anillo de compromiso que compró con las ganancias de la carrera. Dianne insiste en que Scott se lo devuelva, pero acepta casarse con él. Esto lleva a Scott a confesarle a Dianne quién es realmente. Ella desde luego no le cree al principio, pero cuando él le muestra su licencia de conducir, se desmaya. 

## Protagonistas
- Elvis Presley como Scott Hayward/"Tom Wilson"
- Shelley Fabares como Dianne Carter
- Will Hutchins como Tom Wilson/"Scott Hayward"
- Bill Bixby como James J. Jamison III
- Gary Merrill como Sam Burton
- James Gregory como Duster Hayward
- Suzie Kaye como Sally
- Harold Peary (acreditado como "Hal Peary") como el portero
- Sam Riddle como el locutor
- Angelique Pettyjohn como Gloria
- Olga Kaya como Gigi
- Jack Good como Hathaway
- Lee Krieger como el camarero
- Wallace Earl Laven (acreditado como "Amanda Harley") como Ellie
- Sue England como la vendedora de cigarrillos
- Marj Dusay como la camarera
- Charlie Hodge como el barbero del Sr. Hayward (sin acreditar)

## Producción
Esta sería la tercera película donde Elvis y Shelly Fabares trabajaban juntos, luego de haber realizado Girl Happy y Spinout. 
Tras numerosos retrasos, el rodaje de Clambake comenzó el 22 de marzo de 1967. La película fue la última producción por la que Presley pudo exigir y recibir un salario de un millón de dólares. El relativamente flojo rendimiento en taquilla de esta película, sumado a su deseo de hacer películas más serias y menos comerciales, significó que los estudios ya no estuvieran dispuestos a garantizarle un millón de dólares o más por su actuación.
En su libro de 1985, Elvis y yo, en el que colaboró Sandra Harmon, Priscilla Presley escribe que, para cuando comenzó el rodaje de Clambake, la creciente incomodidad de Elvis con la calidad de sus películas lo llevó a una depresión acompañado de excesos de comida que hicieron que su peso se disparara de sus 77 kg (170 lb) a 91 kg (200 lb). (La biografía de Presley escrita  por Albert Goldman corrobora esta declaración que Priscilla le hizo a Harmon.) 
Un ejecutivo de un estudio de cine le ordenó perder peso rápidamente, lo que marcó la introducción de píldoras para perder el apetito a su ya excesivo régimen de medicamentos.
Fue durante esta época, debido a la participación de Larry Geller, un peluquero que más tarde se convertiría en uno de "los muchachos" (también llamados la "Mafia de Memphis"), como Presley llamaba a su séquito, que el astro se interesó cada vez más por los estudios religiosos y la espiritualidad, y leía mucho sobre estos temas. El coronel Tom Parker consideró que estas actividades distraían a Elvis de su actuación y le ordenó al cantante que no leyera ningún libro durante el rodaje de la película;
La producción se retrasó dos semanas al comienzo del rodaje cuando Elvis se cayó y se golpeó la cabeza en el sanitario de su mansión de Los Ángeles, lo que le provocó una conmoción cerebral leve. Eso motivó una reunión entre Parker y un gran entorno de asistentes donde se responsabilizó de manera indirecta a Larry Geller de confundir a Elvis con esa clase de lecturas. 
Aunque la película se ambienta en Florida, solo se rodaron allí algunas tomas de archivo de segunda unidad, incluyendo el destacado uso del Miami Marine Stadium, donde se filmó la culminante carrera de lanchas rápidas, con primeros planos californianos de Elvis y Bill Bixby.  Prácticamente toda la película se rodó en el sur de California (lo que da como resultado la escena en la que el sol parece ponerse sobre el océano al este).  Varias escenas exteriores de "Florida" también muestran montañas californianas muy visibles al fondo. Otros errores menores incluyen campos petrolíferos en Florida. Los barcos en el garaje tienen matrículas que empiezan por "CF" (California) y no por "FL" (Florida).
En Japón, la película se estrenó con el título alternativo Blue Miami (en japonés), una referencia a la anterior película de Presley, Blue Hawaii.

## Críticas
La película recibió calificaciones que rondan en la medianía. La audiencia de Rotten Tomatoes la calificó con un 61% de aprobación  mientras que páginas como IMDb y Filmaffinity la puntuaron con 5.7 y 4.7 respectivamente. 
The Monthly Film Bulletin escribió "Elvis se desarrolla con amabilidad a través de una historia endeble, amenizada solo por algún toque ocasional de humor y una cautivadora interpretación de James Gregory como un millonario petrolero tejano de habla pausada. La reseña consideró que «la única nota realmente discordante es la heroína, tan poco personal" 
Variety ruvo una crítica ositiva declarándola como "una de las películas top que Elvis podía ofrecernos a la fecha, respaldado por un una historia argumental legítimamente sólida, con canciones melódicas, actuaciones aceptables y una carrera acuática espectacular. La película tiene todo lo necesario para ser una de las más taquilleras de Presley". 

## Curiosidades
El término "clambake" en idioma chichewa significa "pastel de almejas" mientras que en el idioma inglés se traduce como un evento donde se come fuera, platos de mariscos  